# Aérospatiale
Aérospatiale – francuskie państwowe przedsiębiorstwo lotnicze, producent śmigłowców i samolotów cywilnych i wojskowych, rakiet oraz systemów rakietowych i elektronicznych.
Przedsiębiorstwo zostało utworzone w 1970 roku z połączenia państwowych wytwórni Sud Aviation, Nord Aviation i Société d’études et de réalisation d’engins balistiques (SÉREB).
W 1992, Daimler-Benz Aerospace AG (DASA) i Aérospatiale połączyły swoje oddziały zajmujące się konstrukcją śmigłowców tworząc Eurocopter Group.
W 1998 r. Aérospatiale połączyła się z Matra Haute Technologie, tworząc spółkę Aérospatiale-Matra. Połączone firmy w ramach konsorcjum MBDA produkują pociski rakietowe różnego przeznaczenia.
Od 10 lipca 2000 roku spółka Aérospatiale-Matra połączyła się z innymi spółkami europejskimi (m.in. z DaimlerChrysler Aerospace) tworząc EADS – największy europejski koncern lotniczy i obronny.

## Projekty
- Airbus – samolot transportowy
- Alouette II Lama – śmigłowiec
- Alouette III – lekki śmigłowiec

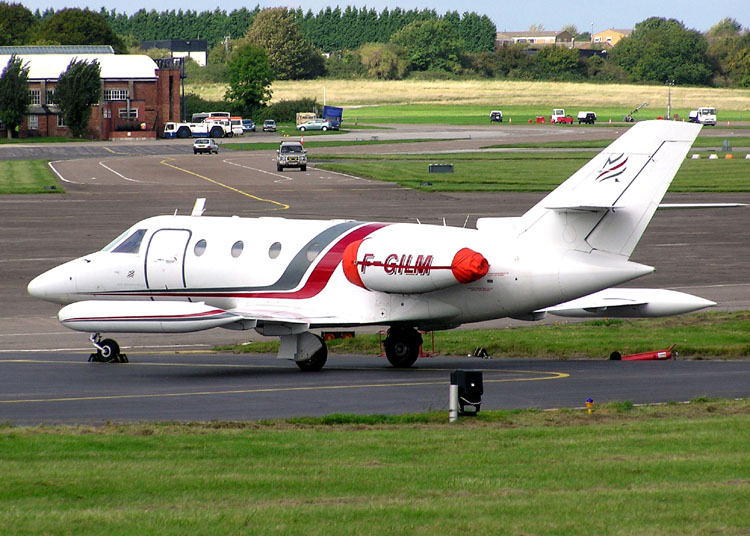
Aérospatiale Corvette

- Arabsat – satelita telekomunikacyjny
- Atmospheric Reentry Demonstrator – demonstracyjna kapsuła poddana lotowi balistycznemu
- Ariane – seria rakiet kosmicznych, produkowana nieprzerwanie od lat 70. XX wieku
- ATR 42 – samolot transportowy
- ATSF – niezrealizowany projekt następcy samolotu Concorde
- Caravelle – samolot transportowy
- Concorde – ponaddźwiękowy samolot pasażerski
- Corvette – samolot transportowy
- Dauphin – śmigłowiec
- Epsilon – samolot szkolno-treningowy
- Exocet – przeciwokrętowy pocisk rakietowy
- Fouga CM 170 Magister – samolot szkolno-bojowy
- Fouga CM 175 Zephyr – samolot szkolno-bojowy marynarki
- Gazelle – śmigłowiec
- Hermes – samolot kosmiczny (niezrealizowany)
- Ludion – samolot VTOL
- Puma – śmigłowiec
- Spacebus 300 – satelity telekomunikacyjne